# Renate Stecher
Renate Stecher-Meißner (Süptitz, Dreiheide, 12 mei 1950) is een voormalige Oost-Duitse atlete, die gespecialiseerd was in de 100 m, 200 m en de 4 x 100 m estafette. In totaal werd ze driemaal olympisch kampioene en achtmaal Europees kampioene (viermaal outdoor en viermaal indoor). Ook verbeterde ze diverse wereldrecords.

## Biografie
Stecher was een getalenteerd atlete, die aan het begin van haar sportcarrière ook aan vijfkamp en hoogspringen deed. 
In 1968 behaalde ze haar eerste internationale succes bij de Europese jeugdkampioenschappen in Leipzig. Ze won hier een zilveren medaille op zowel de 100 m, 200 m als de 4 x 100 m estafette. Op alle drie de onderdelen moest ze het onderspit delven tegen atletes uit de Sovjet-Unie. Het jaar erop mocht ze last minute meedoen aan de Europese kampioenschappen in Athene. Individueel won ze zilver op de 200 m en met het estafetteteam behaalde ze een gouden medaille op de 4 x 100 m estafette. In 1970 won ze bij de Universiade een gouden medaille op zowel de 100 m als de 200 m.
De beste prestatie van haar sportieve loopbaan leverde Stecher in 1972. Op de Olympische Spelen van Munchen veroverde ze een gouden medaille op de 100 m en 200 m. Op beide onderdelen verbeterde ze tevens het wereldrecord. Vier jaar later voegde ze hier een derde gouden medaille aan toe op 4 x 100 m estafette. De finishtijd van 42,55 was goed voor een olympisch record.
In haar actieve tijd was Renate Stecher aangesloten bij SC Motor Jena. Ze is getrouwd met hordeloper Gerd Stecher en heeft met hem drie kinderen. Tot 1990 werkte ze als gediplomeerd sportlerares aan de Jenaer Uni en hierna voor Thüringer Studentenwerk.
In 2011 werd ze opgenomen in de Hall of Fame des deutschen Sports.

## Doping
Stechers prestaties zijn omstreden, omdat bekend is dat de DDR een door de staat ondersteund dopingprogramma onderhield. Haar naam werd ook genoemd door de Duitse sportarts Manfred Höppner. Stecher heeft echter openbaar nooit bevestigd of ontkend doping gebruikt te hebben. Toen ze op 61-jarige leeftijd door de Duitse radiozender Deutschlandfunk hierover gevraagd werd te vertellen, gaf ze toentertijd te kennen er niet over te willen spreken wegens de ziekte van haar man.

## Titels
- Olympisch kampioene 100 m - 1972
- Olympisch kampioene 200 m - 1972
- Olympisch kampioene 4 x 100 m - 1976
- Europees kampioene 100 m - 1971
- Europees kampioene 200 m - 1971
- Europees kampioene 4 x 100 m - 1969, 1974
- Europees indoorkampioene 50 m - 1972
- Europees indoorkampioene 60 m - 1970, 1971, 1974
- Oost-Duits kampioene 100 m - 1970, 1971, 1973, 1974, 1975
- Oost-Duits kampioene 200 m - 1970, 1971, 1973, 1974
- Oost-Duits indoorkampioene 60 m - 1970, 1971, 1972, 1974
- Oost-Duits indoorkampioene 100 m - 1975, 1976
- Europees kampioene U20 4 x 100 m - 1968

## Persoonlijke records
| Onderdeel | Prestatie     | Datum            | Plaats  |
| --------- | ------------- | ---------------- | ------- |
| 100 m     | 11,07 (ex-WR) | 2 september 1972 | München |
| 200 m     | 22,4 (ex-WR)  | 7 september 1972 | München |

## Palmares

### 50 m
- 1972:  EK indoor - 6,25 s

### 60 m
- 1970:  EK indoor - 7,4 s
- 1971:  EK indoor - 7,3 s
- 1974:  EK indoor - 7,16 s

### 100 m
- 1968:  EK U20 - 11,6 s
- 1970:  Universiade - 11,5 s
- 1971:  EK - 11,35 s
- 1972:  OS - 11,07 s (WR)
- 1973:  Europacup - 11,25 s
- 1974:  EK - 11,23 s
- 1975:  Europacup - 11,29 s
- 1976:  OS - 11,13 s

### 200 m
- 1968:  EK U2o - 23,9 s
- 1969:  EK - 23,33 s
- 1970:  Universiade - 22,7 s
- 1970:  Europacup - 22,81 s
- 1971:  EK - 22,70 s
- 1972:  OS - 22,40 s (WR)
- 1973:  Europacup - 22,81 s
- 1974:  EK - 22,68 s
- 1975:  Europacup - 22,63 s
- 1976:  OS - 22,47 s

### 4 x 100 m
- 1966:  EK U20 - 46,2 s
- 1968:  EK U20 - 45,8 s
- 1969:  EK - 43,61 s
- 1970:  Europacup - 44,5 s
- 1971:  EK - 43,62 s
- 1972:  OS - 42,95 s
- 1973:  Europacup - 42,95 s
- 1974:  EK - 42,51 s
- 1975:  Europacup - 42,81 s
- 1976:  OS - 42,55 s (OR)

1928: Betty Robinson ·
1932: Stanisława Walasiewicz ·
1936: Helen Stephens ·
1948: Fanny Blankers-Koen ·
1952: Marjorie Jackson ·
1956: Betty Cuthbert ·
1960: Wilma Rudolph ·
1964: Wyomia Tyus ·
1968: Wyomia Tyus ·
1972: Renate Stecher ·
1976: Annegret Richter ·
1980: Ljoedmila Kondratjeva ·
1984: Evelyn Ashford ·
1988: Florence Griffith-Joyner ·
1992: Gail Devers ·
1996: Gail Devers ·
2000: onbepaald ·
2004: Joelija Nestsjarenka ·
2008: Shelly-Ann Fraser-Pryce ·
2012: Shelly-Ann Fraser-Pryce ·
2016: Elaine Thompson ·
2020: Elaine Thompson-Herah ·
2024: Julien Alfred
1948: Fanny Blankers-Koen ·
1952: Marjorie Jackson ·
1956: Betty Cuthbert ·
1960: Wilma Rudolph ·
1964: Edith McGuire ·
1968: Irena Szewińska ·
1972: Renate Stecher ·
1976: Bärbel Eckert ·
1980: Bärbel Wöckel ·
1984: Valerie Brisco-Hooks ·
1988: Florence Griffith-Joyner ·
1992: Gwen Torrence ·
1996: Marie-José Pérec ·
2000: Pauline Davis-Thompson ·
2004: Veronica Campbell ·
2008: Veronica Campbell ·
2012: Allyson Felix ·
2016: Elaine Thompson ·
2020: Elaine Thompson ·
2024: Gabrielle Thomas
1928: Rosenfeld, Smith, Bell, Cook ·
1932: Carew, Furtsch, Rogers, Von Bremen ·
1936: Bland, Rogers, Robinson, Stephens ·
1948: Stad-de Jong, Witziers-Timmer, van der Kade-Koudijs, Blankers-Koen ·
1952: Faggs, Jones, Moreau, Hardy ·
1956: Strickland, Croker, Mellor, Cuthbert ·
1960: Hudson, Williams, Jones, Rudolph ·
1964: Ciepły, Kirszenstein, Górecka, Kłobukowska ·
1968: Ferrell, Bailes, Netter, Tyus ·
1972: Krause, Mickler-Becker, Richter, Rosendahl ·
1976: Oelsner, Stecher, Bodendorf, Eckert ·
1980: Müller, Wöckel, Auerswald, Göhr ·
1984: Brown, Bolden, Cheeseborough, Ashford ·
1988: Brown, Echols, Griffith-Joyner, Ashford ·
1992: Ashford, Jones, Guidry, Torrence ·
1996: Devers, Miller, Gaines, Torrence ·
2000: Fynes, Sturrup, Davis, Ferguson ·
2004: Lawrence, Simpson, Bailey, Campbell ·
2008: Borlée, Mariën, Ouédraogo, Gevaert ·
2012: Madison, Felix, Knight, Jeter ·
2016: Madison, Felix, Gardner, Bowie ·
2020: Williams, Thompson-Herah, Fraser-Pryce, Jackson ·
2024: Jefferson, Terry, Thomas, Richardson